# Kragpellia
Kragpellia (Pellia endiviifolia) är en bladmossart som först beskrevs av James Jacobus J. Dickson, och fick sitt nu gällande namn av Barthélemy Charles Joseph Dumortier. Enligt Catalogue of Life ingår Kragpellia i släktet pellior och familjen Pelliaceae, men enligt Dyntaxa är tillhörigheten istället släktet pellior och familjen Pelliaceae. Enligt den finländska rödlistan är arten nära hotad i Finland. Arten är reproducerande i Sverige. Artens livsmiljö är kalkstensklippor och kalkbrott. Inga underarter finns listade i Catalogue of Life.

## Bildgalleri

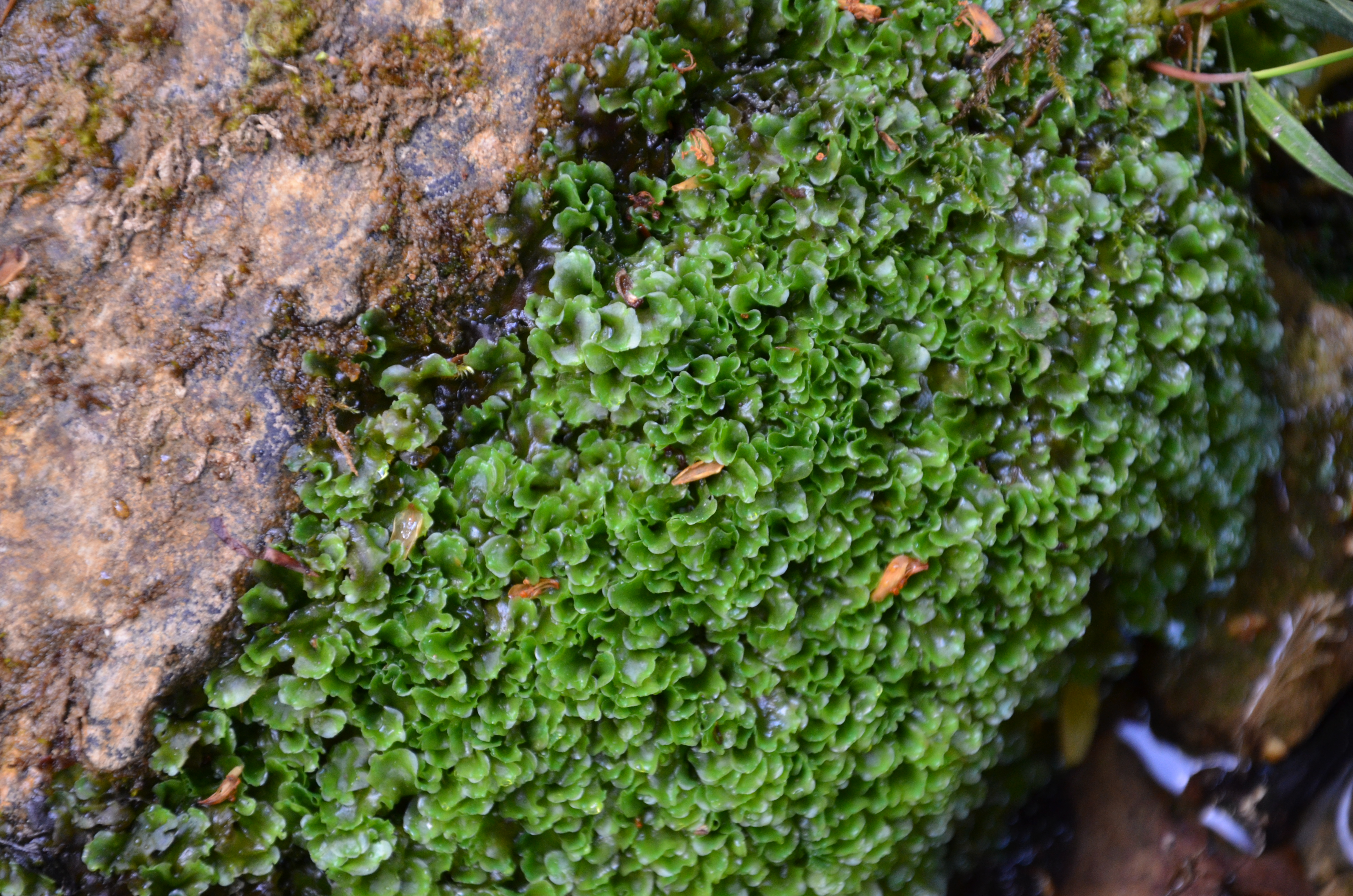
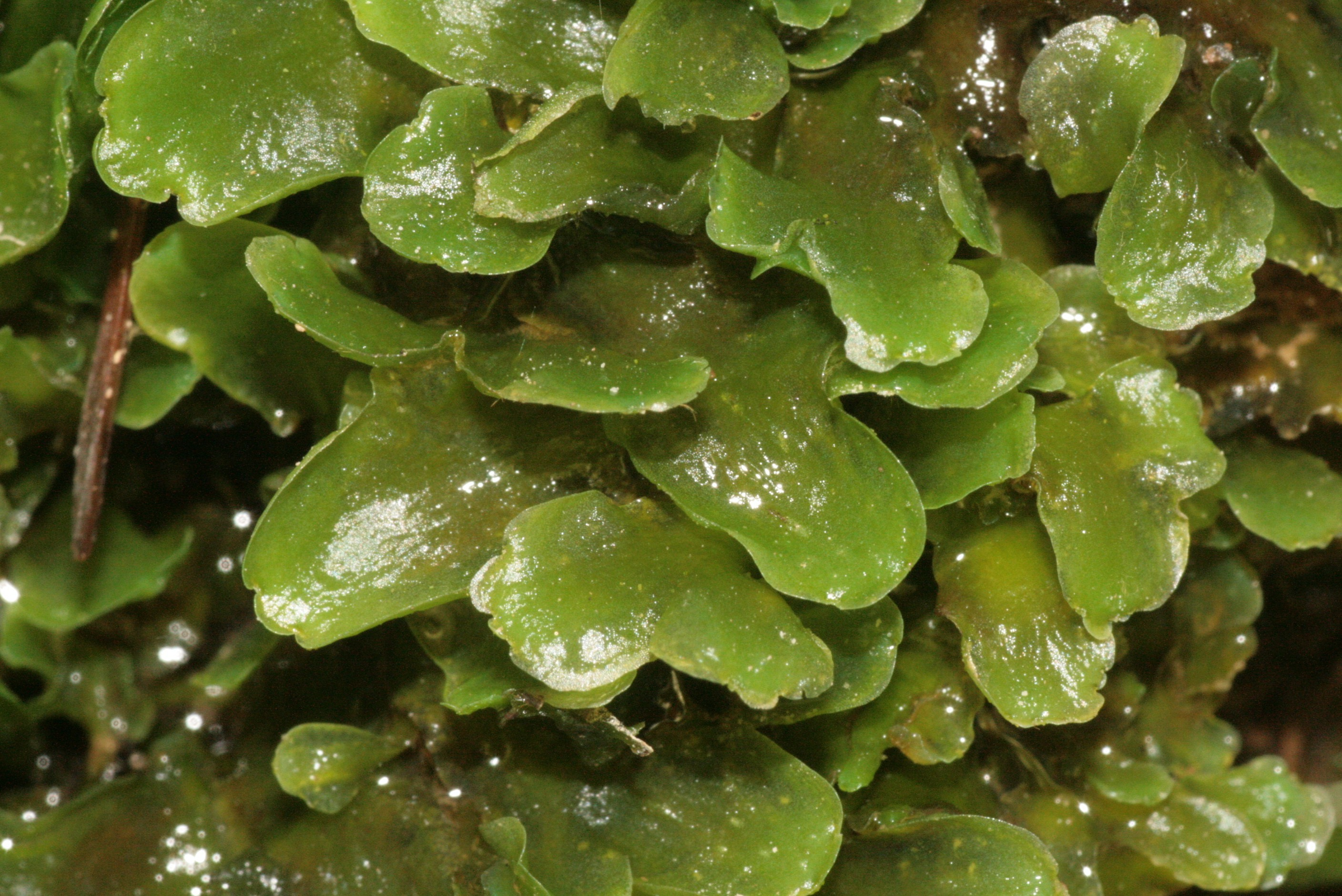
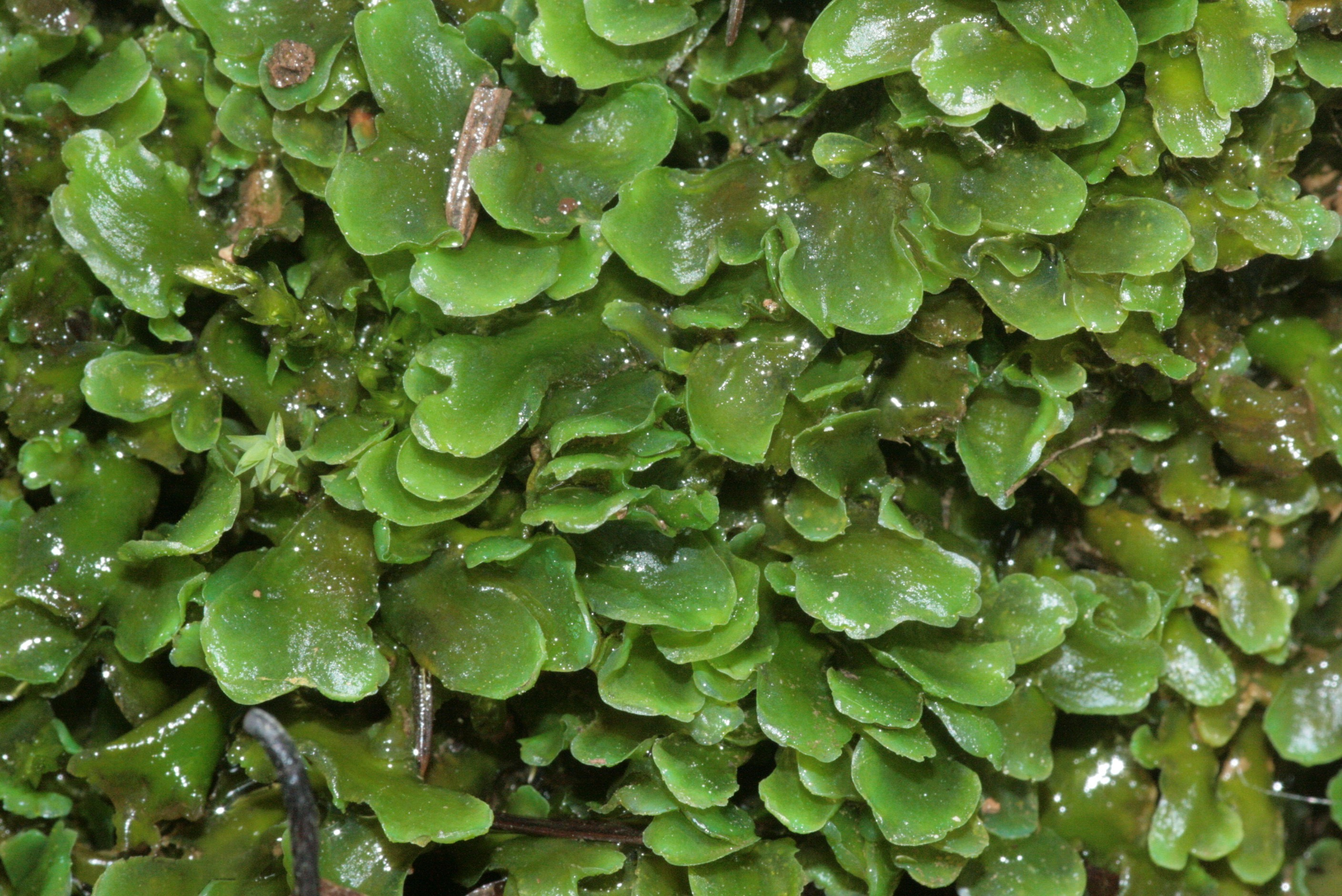